# Xanthopimpla quadrinotata
Xanthopimpla quadrinotata là một loài tò vò trong họ Ichneumonidae.